# Військова аптечка

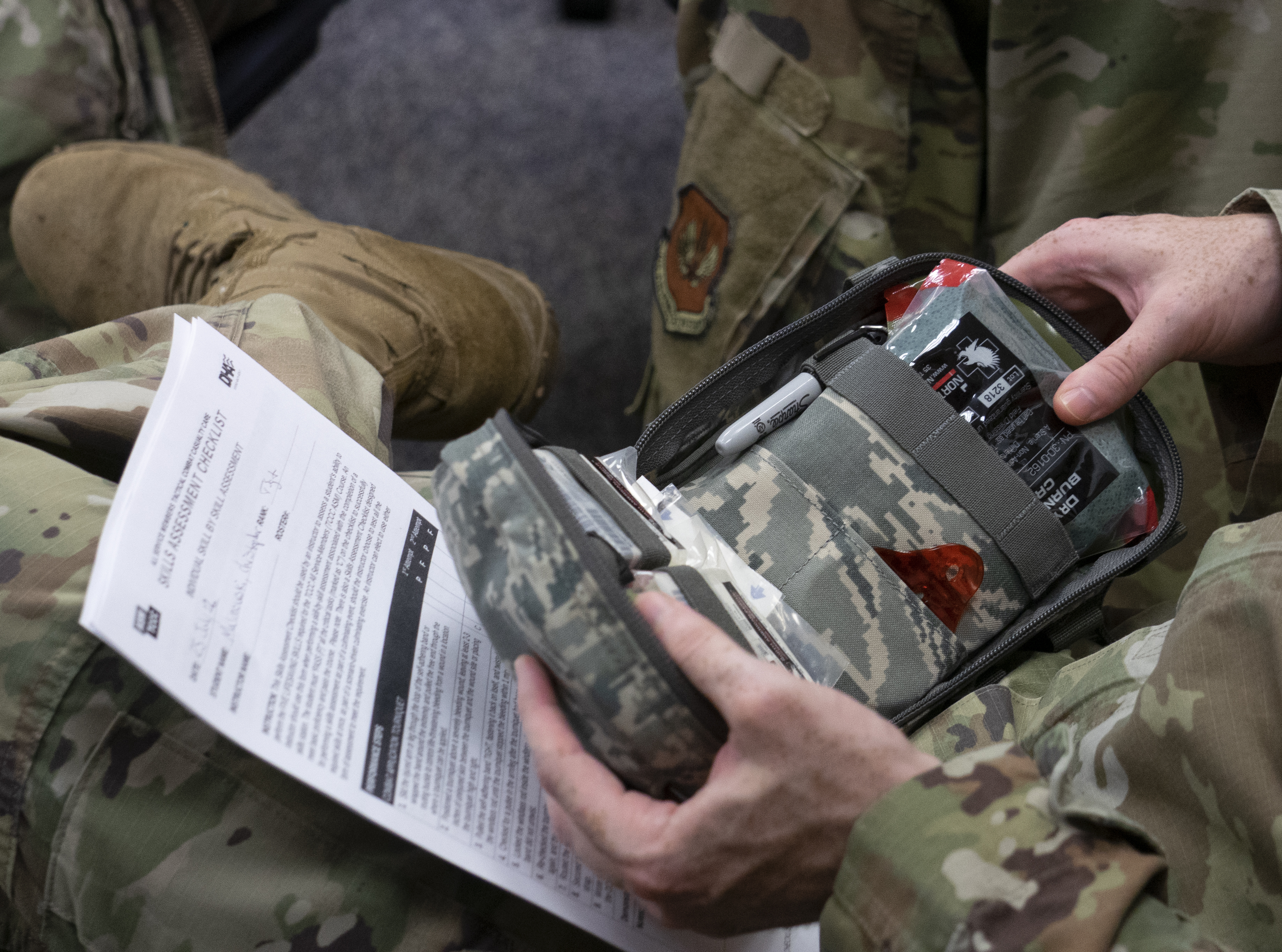
Військова аптечка, зразок країни НАТО

Аптечка загальновійськова індивідуальна, тактична аптечка — це спеціально розроблений набір медичних та допоміжних виробів, який призначений для своєчасного надання першої домедичної само- та взаємодопомоги в умовах несення військової служби, навчань або бойових дій. До 80 % втрат під час бойових дій припадає на масивну крововтрату та непрохідність дихальних шляхів.
Військова/тактична аптечка (англ. Tactical aid kit) є ефективним інструментом для надання домедичної допомоги в умовах бойових дій. Вона розроблена для:
- Швидкої зупинки масивної кровотечі.
- Усунення непрохідності дихальних шляхів
- Перша допомога при ушкодженнях грудної клітини (відкритий пневмоторакс)
- Гіпотермії (переохолодження/в холодну пору)

## Опис
Аптечка оснащена турнікетом, кровоспинним гемостатиком, містить засоби для обробки та перев'язки ран та інші компоненти. Особливість підсумка аптечки — можливість швидкого доступу постраждалому до аптечки:
- Доступність під рукою.
- Можливість швидкого скидання.
- Можливість швидкого відкривання.
- Можливість передачі аптечки потерпілому.
- Можливість роботи у випадку однієї функціональної руки.
- Маскування: хакі, піксель.

А також фізичні властивості, якість підсумка:
- Міцність
- Надійність
- Вогнетривкий

## Вміст військової аптечки
Аптечка зібрана за стандартом IFAK та алгоритмом MARCH.
1. Турнікет
2. Рукавички медичні
3. Ножниці атравматичні (зігнуті)
4. Гемостатичний бинт
5. Бинт марлевий 7×14
6. Кровоспинний компресійний бинт (Compressed gauze) / Еластичний бинт (Emergence bandage)
7. Армований скотч
8. Маркер водостійкий (синього кольору)
9. Плівка з одностороннім клапаном для проведення штучної вентиляції легень на поліетиленовій основі
10. Повітровід назофарингеальний
11. Оклюзійна пов'язка (наліпка) (на гелевій основі) (Chest seal)
12. Лейкопластир бактерицидний не менше 6×10 см
13. Лейкопластир котушковий медичний (завдовжки 5 м, завширшки не менше 3 см)
14. Серветка протиопікова гелева (опіки та рани)
15. Декомпресійна голка
16. Термопокривало
17. Підсумок
18. Картка постраждалого пластикова чи ламінована
19. Сертифікат якості з переліком вкладень. Рекомендації щодо застосування

Додатково:
1. Препарати для вашого індивідуального використання: ліки, які ви постійно приймаєте, знеболювальні, протидіарейні, широкого спектра дії антибіотики, антиалергічні засоби.
2. ІПП 11 пакет протихімічний
3. Речовина для перетворення не питної та брудної води в питну воду
4. Пінцет; шпилька.